# Qébéhout
Qébéhout (ou Kebechet, Khebhut, Kebehut et Kabehchet) est une déesse de la mythologie égyptienne, déification de l'embaumement liquide. Son nom signifie « eau fraîche ».
Elle serait, d'après les Textes des pyramides, la compagne de Thot.
Elle est la fille du dieu funéraire Anubis et de la déesse Anupet, le double féminin d'Anubis ou bien la fille du dieu Rê. Qébéhout est considérée comme la petite-fille d'Osiris.

## Rôle et fonction
Elle est la déesse de la fraîcheur et de la libation purificatrice mais joue dans la mythologie égyptienne un rôle effacé. Elle est adorée avec son père. Elle est étroitement liée à la préparation du corps du défunt via ses liens de parenté.
Elle représente l'eau qui lave les entrailles du défunt et apporte l'eau sacrée d'Anubis pour ses tâches. Elle donne de l'eau aux esprits des morts pendant qu'ils attendent le processus de momification complète. Elle fortifie le corps contre la corruption, le gardant intact pour la réanimation par le ka du défunt.

## Lieux et représentations
Qébéhout est représentée comme un serpent, ou simplement comme une femme à tête de serpent, bien que dans de rares cas, elle soit décrite et représentée comme une autruche, qui personnifie Maât.
La demeure de la déesse est la Douât. Son lieu de culte se trouve à Cynopolis avec son père.
Qébehout n'est pas souvent représentée. Une de ses rares représentations se trouve dans la vallée des Rois dans la tombe KV8 du pharaon Mérenptah de la XIXe dynastie, où on la voit en compagnie de la déesse Nedjty et du dieu Osiris.

### Source
- (en) Cet article est partiellement ou en totalité issu de l’article de Wikipédia en anglais intitulé « Kebechet » (voir la liste des auteurs).